# Österreichischer Volleyball-Cup 2012/13 (Männer)
Der Österreichische Volleyball-Cup der Männer wurde in der Saison 2012/13 vom Österreichischen Volleyballverband zum 33. Mal ausgespielt und begann am 14. Oktober 2012 mit der ersten Runde und endete am 21. Februar 2013 mit dem Finale. Den Pokal ging an die zweite Mannschaft des TSV Hartberg.

## Teilnehmende Mannschaften
Für den österreichischen Volleyball-Cup haben sich anhand der Teilnahme der Ligen der Saison 2012/13 folgende 27 Mannschaften, die nach der Saisonplatzierung der 1. Bundesliga 2011/12, der 2. Liga Ost 2011/12 und der 2. Liga West 2011/12 geordnet sind, qualifiziert. Teams, die als durchgestrichen gekennzeichnet sind, nahmen am Wettbewerb aus diversen Gründen nicht am Wettbewerb teil oder sind die erste Mannschaften und spielten daher nicht um den Pokal mit. Weiters konnten noch der Landescupsieger, der Landesmeister oder deren Vertreter der Saison 2011/12 teilnehmen.
| 1. Bundesliga (6) | Aufstiegsrunde zur 1. Bundesliga (3) |
| --- | --- |
| - Hypo Tirol Volleyballteam (T) (M) - SK Aich/Dob (K) - SG VCA Hypo Niederösterreich (NÖ) - SG Arbesbach (NÖ) - TSV Hartberg (ST) - VBK Klagenfurt (K) - UVC Graz (ST) - VC Jerich International (B) - supervolley OÖ (OÖ) SG Enns/Wels (N) - SG hotVolleys (W) - VC Mils (T) (N)              | - supervolley OÖ SG Enns/Wels siehe 1. Bundesliga - SG hotVolleys (W) siehe 1. Bundesliga - UVC Graz II (ST) (C) - SG SVS Sokol (NÖ) - VC Mils (T) siehe 1. Bundesliga - SG Prinz Brunnenbau Volleys (NÖ) SG Schwertberg/Perg/Ried - VC Brixental (T) - TV Oberndorf (S) |
| Frühjahrsdurchgang | |
| 2. Liga Ost (10) | 2. Liga West (5) |
| - Sportunion Bisamberg (NÖ) - SG volleyteam Südstadt/Perchtoldsdorf (NÖ) - Sportunion St. Pölten (NÖ) (N) - TSV Hartberg II (ST) - VBK Klagenfurt II (K) (N) und - VBC Weiz (ST) - VC Hausmannstätten (ST) - SK Aich/Dob II (K) - The Beachelors Kindberg (ST) - TUS Volleys Feldbach (ST) (N) | - Union VBC Steyr (OÖ) (N) - UVC Ried im Innkreis (OÖ) - SV MusGym Salzburg (S) (N) - VC Wolfurt (V) - supervolley OÖ II (OÖ) SG Enns/Wels II siehe Aufstiegsrunde |
| Landescupsieger und Landesmeister (3) | |
| - WAT Leopoldstadt (W) - TI-volley (T) | - SG Roadrunners/Union Perchtoldsdorf (NÖ) |
| Erläuterungen Länderkürzel: (B): Burgenland, (K): Kärnten, (OÖ): Oberösterreich, (NÖ): Niederösterreich, (S): Salzburg, (ST): Steiermark, (T): Tirol, (W): Wien, (V): Vorarlberg | |

| (M) | amtierender Meister      |
| (C) | amtierender Cupsieger    |
| (N) | Neuaufsteiger der Saison |

## Turnierverlauf

### Vorrunde
| Datum            | Team 1                              | Team 2                                | Ergebnis                                |
| ---------------- | ----------------------------------- | ------------------------------------- | --------------------------------------- |
| 14.10.2012 11:00 | Union VBC Steyr                     | SG volleyteam Südstadt/Perchtoldsdorf | 2:3 (23:25, 21:25, 25:18, 25:16, 9:15)  |
| 14.10.2012 11:30 | WAT Leopoldstadt                    | Sportunion St. Pölten                 | 3:0 (26:24, 25:22, 30:28)               |
| 14.10.2012 14:00 | SG Roadrunners/Union Perchtoldsdorf | SG supervolley OÖ II                  | 3:0 (25:0, 25:0, 25:0)                  |
| 14.10.2012 15:00 | TUS Volleys Feldbach                | The Beachelors Kindberg               | 3:1 (25:23, 20:25, 25:21, 25:14)        |
| 14.10.2012 16:00 | UVC Ried im Innkreis                | VC Wolfurt                            | 3:0 (25:20, 26:24, 25:23)               |
| 14.10.2012 16:00 | SG supervolley OÖ                   | SG Arbesbach                          | 0:3 (3:25, 6:25, 8:25)                  |
| 14.10.2012 17:00 | Sportunion Bisamberg                | SG VCA Hypo Niederösterreich          | 3:1 (25:20, 25:21, 9:25, 25:22)         |
| 14.10.2012 18:00 | SK Aich/Dob II                      | UVC Graz II                           | 0:3 (10:25, 11:25, 14:25)               |
| 14.10.2012 18:00 | TI-volley                           | SV MusGym Salzburg                    | 3:0 (25:19, 25:14, 25:18)               |
| 14.10.2012 18:30 | VC Mils                             | Hypo Tirol Volleyballteam             | 2:3 (21:25, 25:14, 25:23, 16:25, 13:15) |
| 14.10.2012 18:30 | VBK Klagenfurt II                   | TSV Hartberg II                       | 0:3 (13:25, 18:25, 21:25)               |

### Achtelfinale
Folgende fünf Vereine stiegen in das Achtelfinale ein:
VC Hausmannstätten, SG hotVolleys, TV Oberndorf, SG Prinz Brunnenbau Volleys und VBC Weiz
| Datum            | Team 1                                | Team 2                      | Ergebnis                                |
| ---------------- | ------------------------------------- | --------------------------- | --------------------------------------- |
| 04.11.2012 15:00 | TUS Volleys Feldbach                  | SG Prinz Brunnenbau Volleys | 3:1 (23:25, 25:12, 25:17, 29:27)        |
| 10.11.2012 15:00 | TV Oberndorf                          | UVC Graz II                 | 0:3 (18:25, 20:25, 11:25)               |
| 11.11.2012 11:30 | WAT Leopoldstadt                      | VC Hausmannstätten          | 0:3 (0:25, 0:25, 0:25)                  |
| 11.11.2012 14:00 | TI-volley                             | TSV Hartberg II             | 1:3 (keine Information)                 |
| 11.11.2012 16:00 | SG volleyteam Südstadt/Perchtoldsdorf | Hypo Tirol Volleyballteam   | 3:1 (23:25, 25:10, 25:21, 25:16)        |
| 11.11.2012 16:00 | SG Roadrunners/Union Perchtoldsdorf   | VBC Weiz                    | 0:3 (11:25, 19:25, 23:25)               |
| 11.11.2012 16:00 | UVC Ried im Innkreis                  | SG Arbesbach                | 0:3 (11:25, 10:25, 20:25)               |
| 11.11.2012 17:00 | Sportunion Bisamberg                  | SG hotVolleys               | 3:2 (15:25, 25:23, 30:28, 16:25, 15:13) |

### Viertelfinale
| Datum            | Team 1             | Team 2                                | Ergebnis                                |
| ---------------- | ------------------ | ------------------------------------- | --------------------------------------- |
| 02.12.2012 14:30 | VC Hausmannstätten | UVC Graz II                           | 0:3 (18:25, 20:25, 21:25)               |
| 02.12.2012 17:00 | SG Arbesbach       | SG volleyteam Südstadt/Perchtoldsdorf | 2:3 (22:25, 25:18, 19:25, 25:21, 14:16) |
| 02.12.2012 17:30 | TSV Hartberg II    | TUS Volleys Feldbach                  | 3:0 (25:16, 25:23, 25:21)               |
| 02.12.2012 19:00 | VBC Weiz           | Sportunion Bisamberg                  | 3:0 (keine Information)                 |

### Halbfinale
| Datum            | Team 1          | Team 2                                | Ergebnis                         |
| ---------------- | --------------- | ------------------------------------- | -------------------------------- |
| 20.01.2012 17:00 | TSV Hartberg II | SG volleyteam Südstadt/Perchtoldsdorf | 3:0 (25:19, 25:21, 25:23)        |
| 20.01.2012 18:00 | VBC Weiz        | UVC Graz II                           | 1:3 (23:25, 21:25, 29:27, 17:25) |

### Finale
| Datum            | Team 1          | Team 2      | Ergebnis                                |
| ---------------- | --------------- | ----------- | --------------------------------------- |
| 21.02.2012 20:15 | TSV Hartberg II | UVC Graz II | 3:2 (25:14, 19:25, 25:18, 19:25, 15:13) |